# Zamostea
Zamostea – wieś w Rumunii, w okręgu Suczawa, w gminie Zamostea. W 2011 roku liczyła 1106 mieszkańców. 